# OpenNN
OpenNN es una biblioteca informática escrita en C++ que implementa redes neuronales.
La biblioteca es de código abierto y ha sido distribuida bajo la Licencia Pública General Reducida de GNU.

## Características
El software implementa el más moderno sistema de aprendizaje profundo, con un número arbitrario de capas de transformaciones no lineales, lo que permite diseñar redes neuronales con propiedades de aproximación universal. Por otro lado, utiliza procesamiento en paralelo a través de OpenMP, con el fin de maximizar el rendimiento computacional.
OpenNN consiste en un conjunto de funciones que pueden ser añadidas en otras herramientas de software, para la integración de tareas de análisis predictivo en dichas herramientas.
De este modo, la biblioteca no cuenta con una interfaz gráfica, pero algunas de las funciones que desarrolla pueden apoyarse con herramientas de visualización específicas.

## Historia
El desarrollo empezó en el Centro Internacional de Métodos Numéricos en Ingeniería (CIMNE)  durante 2003, como parte del proyecto de investigación de la Unión Europea RAMFLOOD. 
Después continuó como parte de proyectos similares. Actualmente, OpenNN está siendo desarrollada por la compañía startup Artelnics.
En 2014, la página Big Data Analytics Today calificó OpenNN como #1 en su lista de proyectos de inteligencia artificial inspirados en el funcionamiento del cerebro. 
En el mismo año, OpenNN también fue seleccionado por la página ToppersWorld entre las 5 mejores aplicaciones de minería de datos.

## Aplicaciones
OpenNN es un software de propósito general, que puede ser utilizado para tareas de aprendizaje automático, minería de datos y análisis predictivo en diferentes áreas. 
Por ejemplo, la biblioteca ha sido utilizada en el sector de la ingeniería, de la energía, o la industria química.